# Igrzyska Śródziemnomorskie 2022
19. Igrzyska Śródziemnomorskie – multidyscyplinarne zawody sportowe, które odbyły się w algierskim mieście Oran w dniach 30 czerwca – 6 lipca 2022. Pierwotnie miały odbyć się w 2021, lecz ich termin został przesunięty ze względu na pandemię COVID-19.

## Uczestnicy
Na Igrzyskach Śródziemnomorskich 2022 swoje reprezentacje wystawiło dwadzieścia sześć państw. Dodatkowo wystąpiła jedna zawodniczka reprezentująca Watykan, Sara Carnicelli, która wzięła udział w półmaratonie kobiet jako lekkoatletka gościnna.
- Albania
- Algieria
- Andora
- Bośnia i Hercegowina
- Chorwacja
- Cypr
- Czarnogóra
- Egipt
- Francja
- Grecja
- Hiszpania
- Kosowo
- Liban
- Libia
- Macedonia Północna
- Malta
- Maroko
- Monako
- Portugalia
- San Marino
- Serbia
- Słowenia
- Syria
- Tunezja
- Turcja
- Włochy

## Dyscypliny
- Badminton (4) (szczegóły)
- Bocce (12) (szczegóły)
- Boks (15) (szczegóły)
- Gimnastyka sportowa (14) (szczegóły)
- Jeździectwo (2) (szczegóły)
- Judo (14) (szczegóły)
- Karate (10) (szczegóły)
- Kolarstwo szosowe (4) (szczegóły)
- Koszykówka (2) (szczegóły)
- Lekkoatletyka (38) (szczegóły)
- Łucznictwo (5) (szczegóły)
- Piłka nożna (1) (szczegóły)
- Piłka ręczna (2) (szczegóły)
- Piłka wodna (1) (szczegóły)
- Pływanie (38) (szczegóły)
- Podnoszenie ciężarów (24) (szczegóły)
- Siatkówka (halowa) (2) (szczegóły)
- Strzelectwo (11) (szczegóły)
- Szermierka (6) (szczegóły)
- Taekwondo (8) (szczegóły)
- Tenis stołowy (4) (szczegóły)
- Tenis ziemny (4) (szczegóły)
- Zapasy (17) (szczegóły)
- Żeglarstwo (4) (szczegóły)

## Tabela medalowa
| Rk                          | Kraj                        | Złoto                       | Srebro                      | Brąz                        | Razem |
| 1.                          | Włochy                      | 48                          | 50                          | 61                          | 159   |
| 2.                          | Turcja                      | 45                          | 26                          | 37                          | 108   |
| 3.                          | Francja                     | 21                          | 24                          | 36                          | 81    |
| 4.                          | Algieria                    | 20                          | 17                          | 16                          | 56    |
| 5.                          | Hiszpania                   | 16                          | 25                          | 25                          | 66    |
| 6.                          | Egipt                       | 13                          | 15                          | 23                          | 51    |
| 7.                          | Serbia                      | 13                          | 7                           | 11                          | 31    |
| 8.                          | Grecja                      | 10                          | 11                          | 10                          | 31    |
| 9.                          | Portugalia                  | 7                           | 10                          | 8                           | 25    |
| 10.                         | Tunezja                     | 6                           | 8                           | 13                          | 27    |
| 11.                         | Słowenia                    | 6                           | 8                           | 9                           | 23    |
| 12.                         | Chorwacja                   | 6                           | 7                           | 10                          | 23    |
| 13.                         | Cypr                        | 5                           | 2                           | 7                           | 14    |
| 14.                         | Syria                       | 4                           | 3                           | 0                           | 7     |
| 15.                         | Maroko                      | 3                           | 13                          | 17                          | 33    |
| 16.                         | Kosowo                      | 3                           | 0                           | 3                           | 6     |
| 17.                         | San Marino                  | 2                           | 1                           | 3                           | 6     |
| 18.                         | Albania                     | 2                           | 1                           | 1                           | 4     |
| 19.                         | Bośnia i Hercegowina        | 2                           | 0                           | 6                           | 8     |
| 20.                         | Czarnogóra                  | 1                           | 4                           | 2                           | 7     |
| 21.                         | Macedonia Północna          | 1                           | 0                           | 2                           | 3     |
| 22.                         | Monako                      | 1                           | 0                           | 0                           | 1     |
| 23.                         | Malta                       | 0                           | 1                           | 0                           | 1     |
| 24.                         | Libia                       | 0                           | 0                           | 1                           | 1     |
| Stan po zakończeniu zawodów | Stan po zakończeniu zawodów | Stan po zakończeniu zawodów | Stan po zakończeniu zawodów | Stan po zakończeniu zawodów | 769   |